# Мануель Альмунія
Мануель Альмунія Ріверо (кат. Manuel Almunia Rivero; нар. 19 травня 1977, Памплона) — іспанський футболіст, що грав на позиції воротаря, зокрема за лондонський «Арсенал».

## Ігрова кар'єра

### Іспанський період
Мануель почав свою кар'єру в резервній команді «Осасуни» у 1997 році, відігравши в її складі два сезони в третьому дивізіоні іспанського футболу. Після цього воротар провів два роки в оренді — в «Картахені» і «Сабаделі» а потім приєднався до клубу «Сельта».
Тим не менше, незабаром після переходу в клуб із Примери, Альмунія знову був відданий в оренду в команду другого дивізіону «Ейбар», де він провів сезон 2001—02 першим воротарем. Сезон 2002—03 Мануель провів у «Рекреативо» з Уельви як третій воротар і зіграв лише дві зустрічі в чемпіонаті. Дебют голкіпера відбувся 17 листопада 2002 року, коли основний воротар був вилучений з поля в матчі з «Депортіво Алавес», який «Рекреатіво» програв 0:3.
Потім Альмунія знову відправився в оренду, цього разу — в «Альбасете». У складі своєї нової команди він дебютував в листопаді 2003 року в матчі з «Малагою», який його новий клуб програв з мінімальним рахунком. Попри це, Мануель домігся місця в основному складі, зіграв 24 зустрічі в тому сезоні і допоміг «Альбасете» фінішувати на 14-му рядку в підсумковій таблиці.

### Арсенал

#### 2004—2005
Альмунія перейшов в «Арсенал» 14 липня 2004 року. Дебют воротаря відбувся в матчі Кубка Ліги з «Манчестер Сіті» (2:1) 27 жовтня. Мануель зіграв всі зустрічі «Арсеналу» в цьому турнірі, включаючи чвертьфінал проти «Манчестер Юнайтед» 1 грудня, в якому він невдало упустив удар Давида Бельона, подарувавши «Юнайтед» єдиний гол зустрічі.
Незважаючи на помилку, Альмунія отримав шанс дебютувати в Прем'єр-лізі. Першою зустріччю Мануеля у чемпіонаті став переможний матч проти «Бірмінгема» (3:0) 4 грудня 2004 року, а трьома днями пізніше іспанець зіграв свою першу зустріч у Лізі Чемпіонів з «Русенборгом», яка завершилася з рахунком 5-1 на користь «Арсеналу». Будучи другим голкіпером, Альмунія грав переважно в кубкових зустрічах, де зміг показати свою здатність парирувати пенальті — завдяки двом взятим Альмунією ударам з точки «Арсенал» здолав «Шеффілд Юнайтед» у Кубку Англії і пробився у чвертьфінал.

#### 2005—2006
У сезоні 2005—2006 Альмунія не зіграв жодної зустрічі в чемпіонаті, але отримав можливість вийти в п'яти з шести зустрічей групового раунду Ліги Чемпіонів. Фінал турніру проти «Барселони» Альмунія почав на лавці запасних, але вийшов на поле після видалення Єнса Леманна і відразу ж врятував команду від пропущеного гола, перевівши удар Самуеля Ето'о в штангу. Тим не менш, воротар не зміг впоратися з діями іспанської команди. У другому таймі Самуель Ето'о зрівняв рахунок у матчі, а за десять хвилин до кінця Жуліано Белетті забив вирішальний м'яч.

#### 2006—2007
У сезоні Альмунія 2006—2007 постійно виходив у Кубку Англії і Кубку Ліги, зігравши в фіналі останнього. Єдиною зустріччю в чемпіонаті того року для Альмунії стала домашня гра з «Ліверпулем» яку «Арсенал» виграв з рахунком 3:0.

#### 2007—2008
Через травми і дві серйозні помилки Єнса Леманна, зроблені в стартових зустрічах з «Фулгемом» і «Блекберном», Альмунія був заявлений у стартовому складі на третю гру чемпіонату з «Манчестер Сіті». Альмунія продовжив підміняти Леманна у вересні та жовтні 2007 року, і виступи в ці два місяці дозволили йому раптово стати першим воротарем в команді Арсена Венгера. Мануель продовжив виступати на вищому рівні, знову показавши свою здатність брати удари з точки, взявши пенальті Роббі Кіна у південнолондонському дербі з «Тоттенгемом» 22 грудня 2007 року. 3 квітня 2008 року Альмунія підписав новий довгостроковий контракт з клубом.

#### 2008—2009
Після того як Єнс Леманн перейшов до «Штутгарта» влітку 2008 року, Альмунії був відданий перший номер. Мануель вперше одягнув капітанську пов'язку в матчі Ліги Чемпіонів проти «Фенербахче», який завершився перемогою «Арсеналу» з рахунком 5:2. 15 листопада Мануель знову показав свої здібності при пробитті пенальті, взявши удар Ешлі Янга в матчі з «Астон Віллою». Після того, як капітанська пов'язка перейшла від Вілльяма Галласа до Сеска Фабрегаса, Альмунія став одним з віце-капітанів команди. Реакція Мануеля знову допомогла команді — цього разу в серії пенальті проти «Роми» в 1/8 фіналу Ліги Чемпіонів. Альмунія взяв один удар римлян з точки, і в результаті «Арсенал» переміг по пенальті 7:6. 21 березня, в матчі чемпіонату Англії з «Ньюкаслом», Мануель взяв пенальті Обафемі Мартінса, а «каноніри» здобули перемогу 3:1. Одним з особистих досягнень воротаря в сезоні 20082009 став матч півфіналу Ліги Чемпіонів проти «Манчестер Юнайтед» на «Олд Траффорд», який «Арсенал» програв з мінімальним рахунком, але Альмунія багато разів виручав команду у безнадійних ситуаціях.

#### 2010—2011
У Сезоні 2010—2011 отримав травму ліктя і надовго вибув з ладу. Повернення Мануеля на поле відбулося в матчі на Кубок Англії проти «Хаддерсфілд Таун» 30 січня 2011 року. Проте, через довготривалу травму, Мануель втратив місце в основі, на яке стали поляки Лукаш Фабіанський та Войцех Щенсний.

#### 2011—2012
Наступний сезон Альмунія також розпочав в далекому запасі, тому 30 вересня 2011 року він був взятий у термінову оренду до «Вест Хем Юнайтед», який через травму втратив основного голкіпера Роберта Гріна. Альмунія дебютував за «молотобійців» 1 жовтня 2011 року в матчі проти «Крістал Пелес» , який завершився з рахунком 2-2. У кінці жовтня 2011 року після чотирьох ігор за «Вест Хем», з поверненням Роберта Гріна, Альмунія повернувся в Арсенал, де знову не мав ігрової практики. Тому 22 травня 2012 року «Арсенал» оголосив, що з Альмунією не буде продовжено контракт, який завершився 1 липня 2012 року.

### «Вотфорд»
У липні 2012 року Альмунія на правах вільного агента підписав однорічний контракт з «Вотфордом», який шукав заміну Скотту Лоучу, який переїхав в «Іпсвіч Таун».
Провівши за «Вотфорд» два сезони у другому англійському дивізіоні, воротар оголосив про завершення ігрової кар'єри.

### Збірна
Мануель ніколи не грав за збірну Іспанії, незважаючи на стабільні виступи за «Арсенал». Оскільки Альмунія жив в Англії з 2004 року, то влітку 2009 року він мав можливість подати документи на отримання англійського громадянства, що дозволило б йому виступати за збірну Англії. Враховуючи проблемну позицію голкіпера в збірній Англії, деякі розглядали іспанця як реального кандидата в воротарі національної команди. Утім у серпні 2009 року тренер англійської збірної Фабіо Капелло заявив, що під його керівництвом у збірній Мануель грати не буде.

## Статистика виступів
| Сезон               | Команда             | Чемпіонат           | Чемпіонат | Чемпіонат | Національний кубок | Національний кубок | Національний кубок | Континентальні кубки | Континентальні кубки | Континентальні кубки | Інші змагання | Інші змагання | Інші змагання | Усього | Усього |
| Сезон               | Команда             | Ліга                | Ігор      | Голів     | Ліга               | Ігор               | Голів              | Ліга                 | Ігор                 | Голів                | Ліга          | Ігор          | Голів         | Ігор   | Голів  |
| ------------------- | ------------------- | ------------------- | --------- | --------- | ------------------ | ------------------ | ------------------ | -------------------- | -------------------- | -------------------- | ------------- | ------------- | ------------- | ------ | ------ |
| 1998–99             | «Осасуна»           | СД                  | 0         | -0        | КІ                 | 4                  | -2                 | -                    | -                    | -                    | -             | -             | -             | 4      | -2     |
| 1999–00             | «Картахена»         | СДБ                 | 3         | -6        | КІ                 | 0                  | -0                 | -                    | -                    | -                    | -             | -             | -             | 3      | -6     |
| 2000–01             | «Сабадель»          | СДБ                 | 25+4      | -21 + -7  | КІ                 | 0                  | -0                 | -                    | -                    | -                    | -             | -             | -             | 29     | -28    |
| 2001–02             | «Сельта Віго»       | СД                  | 35        | –         | КІ                 | 0                  | -0                 | -                    | -                    | -                    | -             | -             | -             | 35     | –      |
| 2002–03             | «Рекреатіво»        | ПД                  | 2         | -4        | КІ                 | 1                  | -1                 | -                    | -                    | -                    | -             | -             | -             | 3      | -5     |
| 2003–04             | «Альбасете»         | ПД                  | 24        | -27       | КІ                 | 1                  | -1                 | -                    | -                    | -                    | -             | -             | -             | 25     | -28    |
| 2004–05             | «Арсенал»           | ПЛ                  | 10        | -9        | КА+КЛ              | 2+3                | -1 + -3            | ЛЧ                   | 1                    | -1                   | СА            | 0             | -0            | 16     | -14    |
| 2005–06             | «Арсенал»           | ПЛ                  | 0         | -0        | КА+КЛ              | 2+5                | -2 + -4            | ЛЧ                   | 6                    | -4                   | СА            | 0             | -0            | 13     | -10    |
| 2006–07             | «Арсенал»           | ПЛ                  | 1         | -0        | КА+КЛ              | 5+6                | -4 + -8            | ЛЧ                   | 2                    | -1                   | -             | -             | -             | 14     | -15    |
| 2007–08             | «Арсенал»           | ПЛ                  | 29        | -24       | КА+КЛ              | 0                  | -0                 | ЛЧ                   | 9                    | -8                   | -             | -             | -             | 38     | -32    |
| 2008–09             | «Арсенал»           | ПЛ                  | 32        | -26       | КА+КЛ              | 0                  | -0                 | ЛЧ                   | 12                   | -11                  | -             | -             | -             | 44     | -37    |
| 2009–10             | «Арсенал»           | ПЛ                  | 29        | -31       | КА+КЛ              | 0                  | -0                 | ЛЧ                   | 7                    | -8                   | -             | -             | -             | 36     | -39    |
| 2010–11             | «Арсенал»           | ПЛ                  | 8         | -9        | КА+КЛ              | 4+0                | -4                 | ЛЧ                   | 2                    | -3                   | -             | -             | -             | 14     | -16    |
| серп.-вер. 2011     | «Арсенал»           | ПЛ                  | 0         | -0        | КА+КЛ              | 0                  | -0                 | ЛЧ                   | -                    | -                    | -             | -             | -             | 0      | -0     |
| вер.-жовт. 2011     | «Вест Гем Юнайтед»  | ЧФЛ                 | 4         | -3        | КА+КЛ              | -                  | -                  | -                    | -                    | -                    | -             | -             | -             | 4      | -3     |
| жовт. 2011–12       | «Арсенал»           | ПЛ                  | 0         | -0        | КА+КЛ              | 0                  | -0                 | ЛЧ                   | -                    | -                    | -             | -             | -             | 0      | -0     |
| Усього за «Арсенал» | Усього за «Арсенал» | Усього за «Арсенал» | 109       | -99       |                    | 27                 | -26                |                      | 39                   | -36                  |               | 0             | -0            | 175    | -161   |
| 2012–13             | «Вотфорд»           | ЧФЛ                 | 39+3      | -47 + -3  | КА+КЛ              | 0+1                | -0                 | -                    | -                    | -                    | -             | -             | -             | 43     | -50    |
| 2013–14             | «Вотфорд»           | ЧФЛ                 | 37        | -44       | КА+КЛ              | 1+0                | -1                 | -                    | -                    | -                    | -             | -             | -             | 38     | -45    |
| Усього за «Вотфорд» | Усього за «Вотфорд» | Усього за «Вотфорд» | 76+3      | -91 + -3  |                    | 2                  | -1                 |                      | -                    | -                    |               | -             | -             | 81     | -95    |
| Усього за кар'єру   | Усього за кар'єру   | Усього за кар'єру   | 285       | -280      |                    | 35                 | -31                |                      | 39                   | -36                  |               | 0             | -0            | 359    | -347   |

## Досягнення

### «Арсенал»
- Володар Кубка Англії: 2004-05
- Володар Суперкубка Англії: 2004
- Фіналіст Ліги чемпіонів: 2005-06
- Фіналіст Кубка Ліги: 2006-07, 2010-11

### Індивідуальні
- Трофей Рікардо Замори: 2002